# 霍利斯特 (愛達荷州)
霍利斯特（英語：Hollister）是一個位於美國愛達荷州特溫福爾斯縣的城市。

## 地理
霍利斯特的座標為42°21′08″N 114°34′50″W / 42.35222°N 114.58056°W，而該地的平均海拔高度為1379米（即4524英尺）。

## 人口
根據2010年美國人口普查的數據，霍利斯特的面積為2.77平方千米，當中陸地面積為2.77平方千米，而水域面積為0.00平方千米。當地共有人口272人，而人口密度為每平方千米98.19人。